# 1580년
1580년은 율리우스력에서 금요일로 시작하는 윤년이다.

## 연호
- 명(明) 만력(萬曆) 8년
- 일본(日本) 덴쇼(天正) 8년
- 후 레 왕조(後黎朝) 꽝흥(光興) 3년
- 막 왕조(莫朝) 지엔타인(延成) 3년

## 기년
- 류큐(琉球) 쇼에이왕(尚永王) 8년
- 명(明) 신종 만력제(神宗 萬曆帝) 8년
- 조선(朝鮮) 선조(宣祖) 13년
- 후 레 왕조(後黎朝) 세종(世宗) 8년
- 막 왕조(莫朝) 막머우헙(莫茂洽) 16년

## 사건
- 9월 12일 - 스페인 국왕 펠리페 2세가 포르투갈을 합병해  포르투갈 국왕으로 즉위하다.

• 9월 26일 – 프랜시스 드레이크의 지구 주항이 끝나 영국 플리머스에 골든 힌드 호가 도착하다.